# Kinghamia
Genre
Kinghamia est un genre de plantes à fleurs de la famille des Asteraceae.

## Liste d'espèces
Selon Catalogue of Life (7 juin 2020) :
- Kinghamia angustifolia (Benth.) C.Jeffrey
- Kinghamia engleriana (Muschl.) C.Jeffrey
- Kinghamia foliosa (O.Hoffm.) C.Jeffrey
- Kinghamia macrocephala (Oliv. & Hiern) C.Jeffrey
- Kinghamia nigritana (Benth.) C.Jeffrey

Selon The Plant List (7 juin 2020) :
- Kinghamia angustifolia (Benth.) C.Jeffrey
- Kinghamia engleriana (Muschl.) C.Jeffrey
- Kinghamia foliosa (O.Hoffm.) C.Jeffrey
- Kinghamia macrocephala (Oliv. & Hiern) C.Jeffrey
- Kinghamia nigritana (Benth.) C.Jeffrey

Selon Tropicos (7 juin 2020) (Attention liste brute contenant possiblement des synonymes) :
- Kinghamia angustifolia (Benth.) C. Jeffrey
- Kinghamia engleriana C. Jeffrey
- Kinghamia foliosa (O. Hoffm.) C. Jeffrey
- Kinghamia macrocephala (Oliv. & Hiern) C. Jeffrey
- Kinghamia nigritana (Benth.) C. Jeffrey